# هاوتسبرگ
شهر هاوتسبرگدر ایالت بایرن در کشور آلمان واقع شده‌است.